# Tabula iliaca
Una tabula iliaca era uno schema utilizzato per dividere tra le varie giornate gli episodi narrati nell'Iliade di Omero, inventato probabilmente da Zenodoto presso Alessandria d'Egitto.

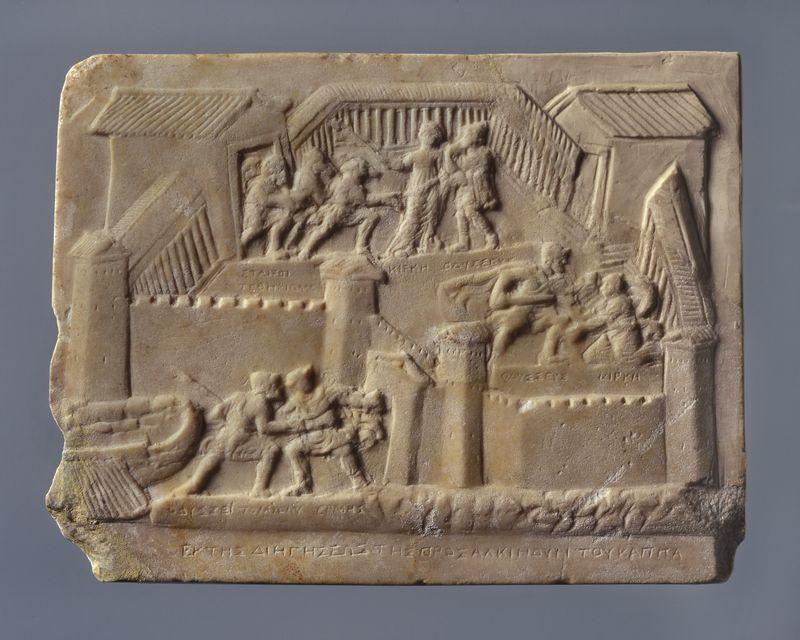
Tabula iliaca presso il Museo nazionale di Varsavia (I secolo a.C. - I secolo d.C.)

Il termine è convenzionalmente utilizzato per indicare una serie di piccoli rilievi in marmo con la raffigurazione in miniatura su più registri sovrapposti separati, degli episodi di opere letterarie epiche, con didascalie e corte iscrizioni esplicative in greco.
Sono noti 22 bassorilievi con queste caratteristiche: 15 si riferiscono ad episodi dell'Iliade, 3 dell'Odissea e le altre ai miti dei Sette contro Tebe, dell'apoteosi di Eracle o ad avvenimenti storici. Tutti, tranne due, attribuiti ad epoca antonina, sono datati ai regni di Augusto o di Tiberio.
La funzione dei rilievi è discussa: didattica (più probabile per i rilievi con scene di maggiori dimensioni), decorativa (per le biblioteche) o votiva (in particolare la "Tabula iliaca capitolina").
Il più celebre è la "Tabula iliaca capitolina", un rilievo proveniente da Bovillae, conservato nei Musei Capitolini di Roma e databile in epoca augustea.
Il rilievo venne rinvenuto nel 1683 e raffigura l'incendio di Troia e la fuga di Enea e altre scene della guerra di Troia, derivate dall'Iliade e da altri poemi del ciclo troiano (l'Etiopide e l'Iliou persis di Arctino di Mileto e la Piccola Iliade di Lesche).